# Tina Fischer
Tina Fischer (Bad Nauheim, 29 september 1970) is een Duitse golfprofessional.
Fischer heeft landschapsarchitectuur aan de Universiteit van Wiesbaden gestudeerd.

## Amateur
In haar amateurstijd werd Fischer zesmaal Duits kampioene en won ze vijfmaal het Nationaal Open. Daarnaast speelde ze tien jaar lang in het Duitse nationale team.

In 1994 won ze het Europees amateur kampioenschap en het Internationaal Oostenrijks Amateur. Ook was ze dat jaar de beste amateur in het Weetabix Women's British Open.

## Professional
Na het beëindigen van haar studie in 1995 werd ze professional en speelde ze op de Ladies European Tour.
In 1996 won ze het McDonald's kampioenschap.
In 1998 won ze op de Aziatische Tour het Indonesian Ladies Open. Aan het einde van het jaar haalde ze de spelerskaart voor de Amerikaanse Tour (LPGA), vanaf 1999 speelde ze deels in Europa deels in de Verenigde Staten. Ze verloor eind 1999 haar Amerikaanse spelerskaart, in 2000 speelde ze daarom in Europa.
In 2000 won ze het Ladies Dutch Open op de Kennemer, hetgeen haar een spelerskaart opleverde voor vier jaren. Daarna won ze het Mexx Sport Open in Evian. Eind 2000 kreeg ze op de Amerikaanse Tourschool een kaart voor het komende seizoen.

In 2001 won ze op de LPGA het Asahi Ryokuken International Championship. Dat maakte haar de eerste Duitse winnares op de LPGA Tour.

## Trivia
- In 2005 is zij de speelster die haar ballen vanaf de tee met de grootste accuratesse slaat, 83,8% komen op de fairway terecht.